# Darcy Rose Byrnes
Darcy Rose Byrnes (Burbank, Kalifornia, 1998. november 4. –) amerikai színésznő.
Legismertebb alakítása Penny Scavo a 2010 és 2012 között a Született feleségek című sorozatban. A Szófia hercegnő című sorozatban is szerepelt.

## Karrier
Byrnes első nagyobb szerepe A Sparky Chronicles: The Map című film volt 2013-ban, ugyanebben az évben szerepet a Nyughatatlan fiatalok című szappanoperában, mint Abby Carlton 2003 és 2008 között. Ez idő alatt 8 epizódban szerepelt a Gazdagok és szépek című sorozatban. Byrnes olyan televíziós sorozatokban is szerepelt, mint az Így jártam anyátokkal, a Szellemekkel suttogó, a Döglött akták, az Édes, drága titkaink és a Doktor House. Rebecca Kneppként tűnt fel az Amish Grace-ben Kimberly Williams-Paisley mellett. Ő játszotta Penny Scavo szerepét az ABC-s Született feleségekben.

## Filmográfia

### Film
| Év   | Magyar cím                                 | Eredeti cím                           | Szerep                | Magyar hang  |
| ---- | ------------------------------------------ | ------------------------------------- | --------------------- | ------------ |
| 2016 | Elena és Avalor titka                      | Elena and the Secret of Avalor        | Amber hercegnő (hang) | Koller Virág |
| 2012 | Szófia hercegnő: Egyszer volt egy hercegnő | Sofia the First: Once Upon a Princess | Ambar hercegnő (hang) | Koller Virág |
| 2011 | Ezer szó                                   | A Thousand Words                      | 10 éves gyerek        |              |
| 2010 |                                            | The Land of the Astronauts            | Jennifer              |              |
| 2010 |                                            | Amish Grace                           | Rebecca Knepp         |              |
| 2010 | Csodák pedig vannak                        | Healing Hands                         | Dawn                  |              |
| 2008 | Cáparajzás                                 | Shark Swarm                           | Heather               |              |
| 2007 |                                            | The Kidnapping                        | Hannah McKenzie       |              |
| 2007 |                                            | 1321 Clover                           | Tallulah              |              |
| 2003 |                                            | The Sparky Chronicles: The Map        | kislány               |              |
| 2000 |                                            | Singing Babies: Nursery Rhyme Time    | baba                  |              |

### Televízió
| Év        | Magyar cím                  | Eredeti cím                | Szerep                | Megjegyzések                                                            |
| --------- | --------------------------- | -------------------------- | --------------------- | ----------------------------------------------------------------------- |
| 2017–     | Szilaj, a szabadon száguldó | Spirit Riding Free         | Maricela (hang)       | főszereplő magyar hangja Szentesi Dorottya Nádorfi Krisztina (énekhang) |
| 2012–2018 | Szófia hercegnő             | Sofia the First            | Ambar hercegnő (hang) | főszereplő magyar hangja Koller Virág                                   |
| 2012–2014 | Korra legendája             | The Legend of Korra        | Ikki (hang)           | főszereplő magyar hangok Molnár Ilona                                   |
| 2010–2012 | Született feleségek         | Desperate Housewives       | Penny Scavo           | főszereplő magyar hangja Hermann Lilla                                  |
| 2009      | Szellemekkel suttogó        | Ghost Whisperer            | Drew Stanton          | 1 epizód: Megátkozva                                                    |
| 2009      | Doktor House                | House                      | Marika Greenwald      | 1 epizód: Társadalmi szerződés                                          |
| 2009      | A nevem Earl                | My Name Is Earl            | Maddy                 | 2 epizód                                                                |
| 2009      | A médium                    | Medium                     | Phoebe Burnes         | 1 epizód: A saját méreg íze                                             |
| 2009      | Doktor Addison              | Private Practice           | Gracie Rousakis       | 1 epizód: Titkos viszonyok                                              |
| 2008–2009 | Édes, drága titkaink        | Dirty Sexy Money           | Kiki George           | 3 epizód magyar hangja Talmács Márta                                    |
| 2008      | Így jártam anyátokkal       | How I Met Your Mother      | Lucy Zinman           | 5 epizód                                                                |
| 2007      | Gazdagok és szépek          | The Bold and the Beautiful | Abby Carlton Newman   | 8 epizód                                                                |
| 2007      | Testvérek                   | Gwyneth                    | Allissa               | 1 epizód: A játszma                                                     |
| 2007      | Döglött akták               | Cold Case                  | Abby Bradford         | 1 epizód: A sorsjegy                                                    |
| 2005      | Nyomtalanul                 | Without a Trace            | Melissa fiatalon      | 1 epizód: The Innocents                                                 |
| 2003–2008 | Nyughatatlan fiatalok       | The Young and the Restless | Abby Carlton Newman   | mellékszereplő                                                          |